# 伊藤正樹 (陸上選手)
伊藤 正樹（いとう まさき、1989年5月19日 - ）は、日本の陸上競技選手、専門は長距離種目。秋田県大館市出身。秋田工業高校、国士舘大学卒業。コニカミノルタ所属。

## 人物
小学校4年生から陸上を始める。大学は国士舘大学に進学。1年目から箱根駅伝に出場する(4区-5位)。2年目の箱根駅伝では、国士舘大学は予選落ちし本戦に出場できなかったものの、伊藤は関東学連選抜の一員として出走した(2区-16位)。3年目も国士舘大学は予選落ち。前年と同じく伊藤は学連選抜のメンバーに選ばれていたが出走はなかった。4年目には駅伝主将としてチームを引っ張り、箱根駅伝予選会3位(日本人2位)の力走で国士舘大学を3年ぶりに本戦出場に導いた。迎えた2012年第88回箱根駅伝本戦ではエース区間2区を走り区間12位であった。
大学卒業後コニカミノルタに入社。2013年元日の第57回ニューイヤー駅伝では5区を走り、社会人ルーキーながら区間賞を獲得。コニカミノルタの5年ぶり7度目の優勝に貢献した。同年の第47回青梅マラソンでは、注目を集めていた柏原竜二(富士通)を抑え、1時間30分21秒(30km)という記録で33年ぶりに大会記録を更新し優勝を果たした。

## 自己ベスト
- 5000m :13分51秒30
- 10000m ：28分28秒64
- ハーフマラソン：1時間02分00秒
- 30km：1時間30分21秒
- マラソン：2時間24分44秒